# Barthélémy Guillo du Bodan
Pour les articles homonymes, voir Guillo.
Barthélemy Guillo du Bodan est un homme politique français né le 8 décembre 1753 à Vannes (Morbihan) et décédé le 2 mars 1842 à Vannes.
Fermier des dîmes de l'évêché et négociant à Vannes, il est officier municipal en 1790. Il est député suppléant en 1791, sans être appelé à siéger. Administrateur du département, il est emprisonné comme suspect de fédéralisme et n'est libéré qu'après le 9 thermidor. En 1800, il est conseiller de préfecture. Il est nommé député du Morbihan de 1803 à 1805.
Il est le père de François Marie Guillo du Bodan.
Il est inhumé au Cimetière Marin de l'Île-aux-Moines.

## Sources
- « Barthélémy Guillo du Bodan », dans Adolphe Robert et Gaston Cougny, Dictionnaire des parlementaires français, Edgar Bourloton, 1889-1891 [détail de l’édition]
- Sa fiche sur le site de l'Assemblée nationale